# Jean-Michel Ferri
Jean-Michel Ferri (Lyon, 7 februari 1969) is een Frans voormalig voetballer die als verdediger of verdedigende middenvelder speelde.
Ferri begon zijn loopbaan in 1987 bij FC Nantes waarvoor hij 288 wedstrijden (21 doelpunten) speelde en waarmee hij in 1995 de Ligue 1 won. In 1998 stond hij kortstondig bij Istanbulspor onder contract maar na drie maanden ging hij zonder te spelen naar Liverpool FC. Bij Liverpool speelde hij twee wedstrijden en na het seizoen 1999/2000, waarin hij bij FC Sochaux twintig wedstrijden speelde, sloot hij zijn loopbaan af. Hij kwam vijf keer uit voor het Frans voetbalelftal waarmee hij in 1994 de Kirin Cup won.